# 雷文斯索普

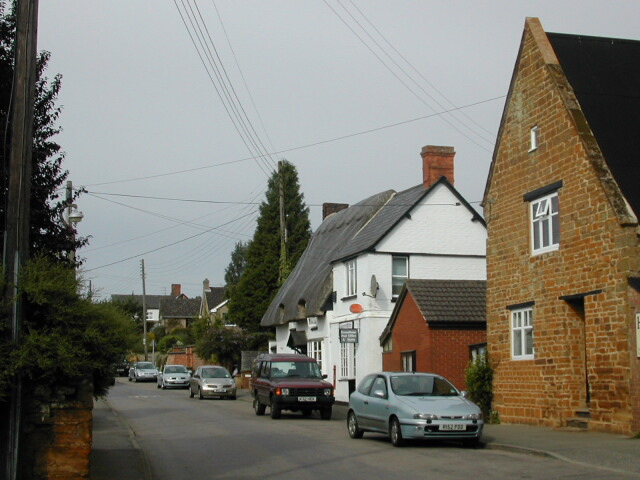
雷文斯索普

雷文斯索普（Ravensthorpe）是位於英格兰西北安普顿郡的一个村庄和民政教区。 村庄周围发现了不列颠铁器时代和不列顛尼亞時代的陶器。 雷文斯索普境內有一個建于13世纪的教堂。 
2020年的电子游戏刺客信条：英灵殿中也有一个同名村庄，但遊戲中的同名村莊位於莱斯特郡。遊戲開發商表示，他們在創作遊戲時並不知道真實的英格蘭有這麼一個地點，而开发团队直到游戏发布前几个月才注意到了現實中的英格蘭有同名村莊。 